# 目くらましの道
『目くらましの道』（めくらましのみち、Villospår）は、ヘニング・マンケル著によるスウェーデンの警察小説「クルト・ヴァランダー・シリーズ」の第5作である。2001年度CWA・ゴールド・ダガー賞受賞作品である。

## あらすじ
1994年6月21日、イースタッド警察のビュルク署長は、その日をもって退官することになっていた。農夫から「自分の菜の花畑に不審な女性が入り込んでいる」という通報が入ったが、パトロール警官がすべて出払っていたために、ヴァランダーが現場に向かったところ、その女性は彼の目の前で焼身自殺を遂げてしまった。
ヴァランダーが自殺した女性の身元を調査していると、今度は海岸で元外務大臣（utrikesminister）のグスタフ・ヴェッテルステッドと思われる男性の他殺死体が発見されたとの通報があった。ヴァランダーらが現場に赴くと、ヴェッテルステッドは、背中を刃物で割られており、頭皮を剥がされていた。
夏至祭の前夜に、自宅でパーティを催していた画商のアルネ・カールマンが、自宅の庭園で頭部を刃物で割られ殺害されているのが発見された。カールマンも、ヴェッテルステッドと同様に頭皮が剥がされていた。

## 登場人物
クルト・ヴァランダー
イースタッド警察、警部
アン＝ブリッド・フーグルンド
イースタッド警察、刑事
スヴェードベリ
イースタッド警察、刑事
マーテインソン
イースタッド警察、刑事
リーサ・ホルゲンソン
イースタッド警察、新署長
グスタフ・ヴェッテルステッド
元法務大臣
サラ・ビュルクルンド
ヴェッテルステッドの家の掃除婦
アルネ・カールマン
画商